# 祁弘
祁弘（？－312年），西晉末期將領。都督幽州諸軍事王浚的部將，擔任主簿。

## 生平

### 攻克鄴城
永興元年（304年）八月，王浚與東瀛公司馬騰共討成都王司馬穎，召集鮮卑段務勿塵和烏桓羯朱，率領胡人與漢人共二萬人的部隊，並任命祁弘為前鋒。先在平棘擊破司馬穎的部將石超，再乘勝攻陷其根據地鄴城。司馬穎兵敗，連同晉惠帝逃往洛陽。攻下鄴城後，鮮卑士兵在城內強劫財物、強擄婦女，死者甚多。

### 迎帝還都
晉惠帝到洛陽後，又被張方挾往長安。永興二年（305年）七月，王浚與范陽王司馬虓推東海王司馬越為共主，打算迎晉惠帝回洛陽。王浚派遣祁弘至司馬越旗下，率領烏桓突騎作為先驅。隔年一月，祁弘與司馬越部將宋冑、司馬纂等人共同率領鮮卑士兵進軍長安。四月，河間王司馬顒遣弘農太守彭隨和北地太守刁默在湖縣以抵禦祁弘。然而五月祁弘就徹底擊敗刁默等人，順利進入潼關。司馬顒又派遣馬瞻、郭偉等在灞水迎擊，依然戰敗，司馬顒於是逃往太白山。司馬越軍就此進入長安，司馬顒屬下的官員都奔散逃入山中。此時祁弘等人部下的鮮卑士兵在城內大肆掠奪，殺了二萬多人。五月，祁弘等人順利奉晉惠帝乘牛車回到洛陽。

### 兵敗身死
永嘉三年（308年），漢趙君主劉淵旗下匈奴將軍石勒進攻常山。九月，王浚令祁弘率領段務勿塵等十萬多騎兵討伐石勒，雙方在飛龍山交戰，石勒大敗退屯黎陽，死者有一萬多人。隔年四月，王浚又派遣祁弘進軍廣宗，擊殺漢趙征北大將軍劉靈曜。永嘉五年（312年），王浚再度命祁弘討伐石勒。行至廣宗時起了大霧，祁弘仍試圖帶領大軍上路，卻突然與石勒遭遇，最後被石勒所殺。

## 注解
1. ↑  《資治通鑑》作「劉靈」，《晉書·石勒載記》作「劉零」。
2. ↑   註: